# Āgh Bolāgh
Āgh Bolāgh (persiska: آقبُلاغِ كُرد, آغ بلاغ, آق بُلاغ, Āqbolāgh-e Kord) är en ort i Iran.   Den ligger i provinsen Ardabil, i den nordvästra delen av landet, 300 km nordväst om huvudstaden Teheran. Āgh Bolāgh ligger 2 108 meter över havet och antalet invånare är 559.
Terrängen runt Āgh Bolāgh är kuperad åt nordväst, men åt sydost är den bergig. Runt Āgh Bolāgh är det ganska glesbefolkat, med 39 invånare per kvadratkilometer. Närmaste större samhälle är Khalkhāl, 10,0 km söder om Āgh Bolāgh. Trakten runt Āgh Bolāgh består i huvudsak av gräsmarker.